# Joseph Heintz starší
Joseph Heintz starší, zvaný Švýcar (11. června 1564, Basilej – 15. říjen 1609, Praha), patřil k vůdčím malířským osobnostem na dvoře císaře Rudolfa II. v Praze. Vynikl jako kreslíř a malíř obrazů s mytologickými a náboženskými náměty, byl inventor grafických listů a působil i jako architekt.

## Životopis
Byl synem zámožného kameníka a stavitele Daniela Heintze staršího, který mu dal základy pro dráhu architekta. Základům malířství se vyučil u významného švýcarského malíře Hanse Bocka staršího (1550 ? – 1624), v jehož dílně pracoval čtyři roky. Hans Bock upřednostňoval malířské práce Hanse Holbeina mladšího (1498 ? – 1543), a tak i Heintzova první známá perokresba (Šalamounův soud, 1582) byla odvozena z Holbeinovy předlohy. Heintzovy práce z té doby byly kreslířsky nevýrazné, a pravděpodobně proto ho rodiče poslali na další školení do Itálie (1584). Především v Římě byl v kresbě i malbě inspirován díly Correggiovými a Federica Barocciho, jejich barevností a jižním světlem. V Itálii se také poprvé setkal s Hansem von Aachen a dokonce pracoval jako jeho pomocník. Asi v roce 1588 krátce pobýval v Benátkách, kde našel inspiraci v dílech Tintorettových a Paola Veroneseho. Následovalo pozvání na dvůr saského kurfiřta Christiana I. (1591). Cestou do Drážďan se zastavil u rodičů v Bernu, a pak i v Praze, kde se setkal se svými přáteli z Itálie. Zde ho dostihla zpráva o kurfiřtově smrti. Přijal proto nabídku místa dvorního malíře v císařově pražské residenci.
Do dvorských služeb Joseph Heintz nastoupil v prosinci 1591. Ale již následujícího roku jej císař poslal do Itálie. Zde pro císaře kreslil antické památky, nakupoval obrazy pro císařské sbírky a kopíroval ta díla, která nebylo možné získat nákupem. Přitom již od roku 1596 Heintz střídavě působil v Praze a v Augsburgu, kde se roku 1598 oženil s měšťkou Reginou Gretzingerovou, čímž získal augsburské měšťanství. V Praze bydlel v domě krejčího Gassnera, který se nacházel v ulici Zámecké schody Na rozdíl od Prahy, v Augsburgu Heintz působil i jako úspěšný architekt. Následující roky vyplnil cestami mezi Prahou a Augsburgem. Stal se otcem tří dětí, což dokládá jeho poslední dokončený obraz nazvaný Autoportrét s rodinou (1608). Asi již v roce 1600 se mu narodil syn, který pokračoval v otcově tradici – Joseph Heintz mladší (1600 ? – 1678 ?), známý především jako malíř alegorických obrazů a benátských slavností. Během druhého italského pobytu barevnost Heintzových kreseb byla předzvěstí nastupujícího baroka. Po návratu z Itálie začal malovat i obrazy větších formátů, jak to dokládají obrazy určené pro svatotomášský klášter v Praze. Současně mnohé z jeho kreseb se v té době stávaly předstupněm k velkolepým obrazům. Bylo tomu tak i v případě vysoce hodnoceného obrazu Léda s labutí, který pro císaře Rudolfa II. namaloval v roce 1605. Císař si velmi cenil Heintze jako malíře, což dokládá jak polepšení malířova erbu, tak i jeho povýšení do šlechtického stavu (1602). V pozdních Heintzových dílech se objevil rafinovaný manýristický styl blízký Aachenovým a Sprangerovým kompozicím. Uprostřed prací na obraze Poslední soud Joseph Heintz starší nečekaně zemřel (1609). Jeho ostatky byly uloženy v Matyášově kapli vedle kostela svatého Jana Křtitele (dnes neexistujícího) v Oboře na Malé Straně.

## Umělecká tvorba

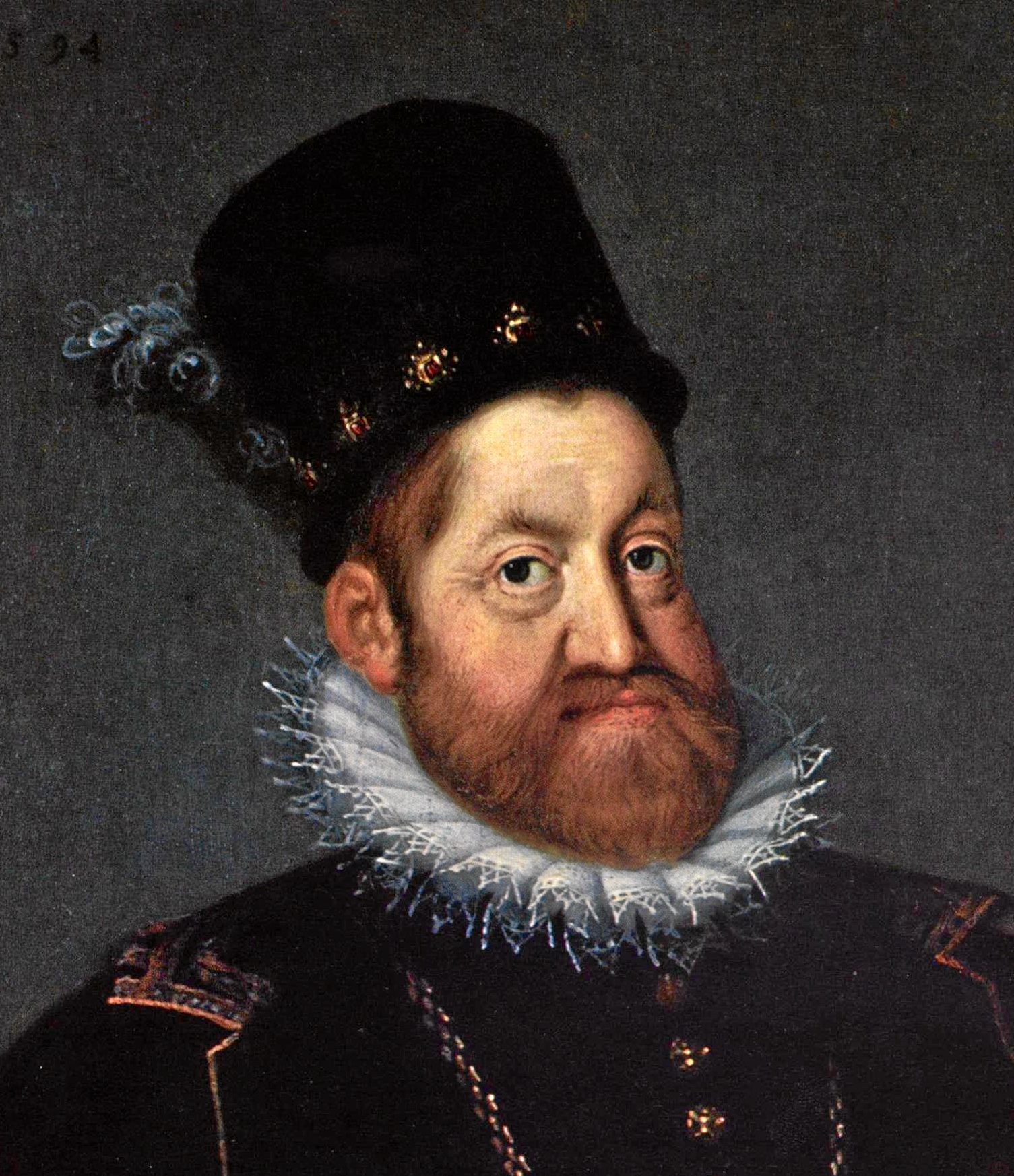
Portrét Rudolfa II. (detail, asi 1592, Uměleckohistorické muzeum, Vídeň)

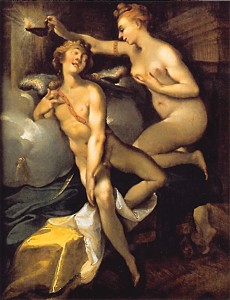
Amor a Psyché, asi 1601

Heintzův umělecký projev patří k vrcholům středoevropského manýrismu. Za svého života byl vnímán jako umělecká autorita. Především z kresby vytvořil svébytné umělecké dílo, které se stalo předmětem samostatného sběratelského zájmu. Teprve spolupráce s Hansem von Aachen ho přivedla na dráhu malíře figurálních scén. Mezi nimi vyniká cyklus ženských polopostav v mytologickém nebo alegorickém převleku, které byly vyhledávanou dekorací šlechtických sídel po roce 1600. Grafické listy dokládají dobovou oblibu jeho obrazů s mytologickými či náboženskými náměty. Jeho působení jako architekta je doloženo především mimo území České republiky. Uvažuje se však, že se mohl podílet na výstavbě Rudolfových koníren na Pražském hradě či na stavbě Malostranské radnice v Praze.

### Obrazy
Při prvním pobytu v Itálii Joseph Heintz st. přejímal do svých obrazů zkušenosti benátských malířů a dále je rozvíjel v dílně Hanse von Aachen. Obrazy, především portréty, vzniklé mezi léty 1585 až 1595 však nezapřou jeho původní poučení na dílech Hanse Holbeina mladšího, s jehož díly se seznámil v dílně Hanse Bocka staršího. Dokládá to i portrét císaře Rudolfa II. namalovaný krátce po Heintzově příjezdu do Prahy (dnes Uměleckohistorické muzeum, Vídeň) nebo jeho kopie vzniklá v Heintzově okruhu kolem roku 1594 (Strahovská obrazárna, Praha).
Charakter jeho portrétů se nezměnil ani později, kdy pro císaře portrétoval dámy z vysoké společnosti, o kterých se uvažovalo jako o Rudolfových potenciálních manželkách.
Po návratu ze své druhé italské cesty začal Heintz malovat i obrazy větších formátů. Dokládá to oltářní obraz Svatá rodina s anděly, sv. Barborou a Kateřinou namalovaný před rokem 1600 pro kapli sv. Barbory v klášteře augustiniánů při kostele sv. Tomáše v Praze na Malé Straně. V nástavci tohoto oltáře malíř zobrazil Sv. Maří Magdalénu. Další varianta tohoto obrazu se nachází v české soukromé sbírce. Ale pro objednavatele z církevních a měšťanských kruhů maloval i obrazy menších rozměrů, jak to dokládá Narození Krista (před rokem 1600, olej na plechu, Strahovská obrazárna, Praha).
Ve stejné době jako obrazy s náboženskou tematikou se objevují i četné obrazy s antickými mytologickými náměty. Dokládá to nevelký obraz s názvem Únos Proserpiny (1598/1605, olej na měděné desce, Galerie starých mistrů, Zwinger, Drážďany) nebo přibližně z téže doby pocházející Diana překvapena Actaiónem (olej na měděném plechu, Uměleckohistorické muzeum, Vídeň). 

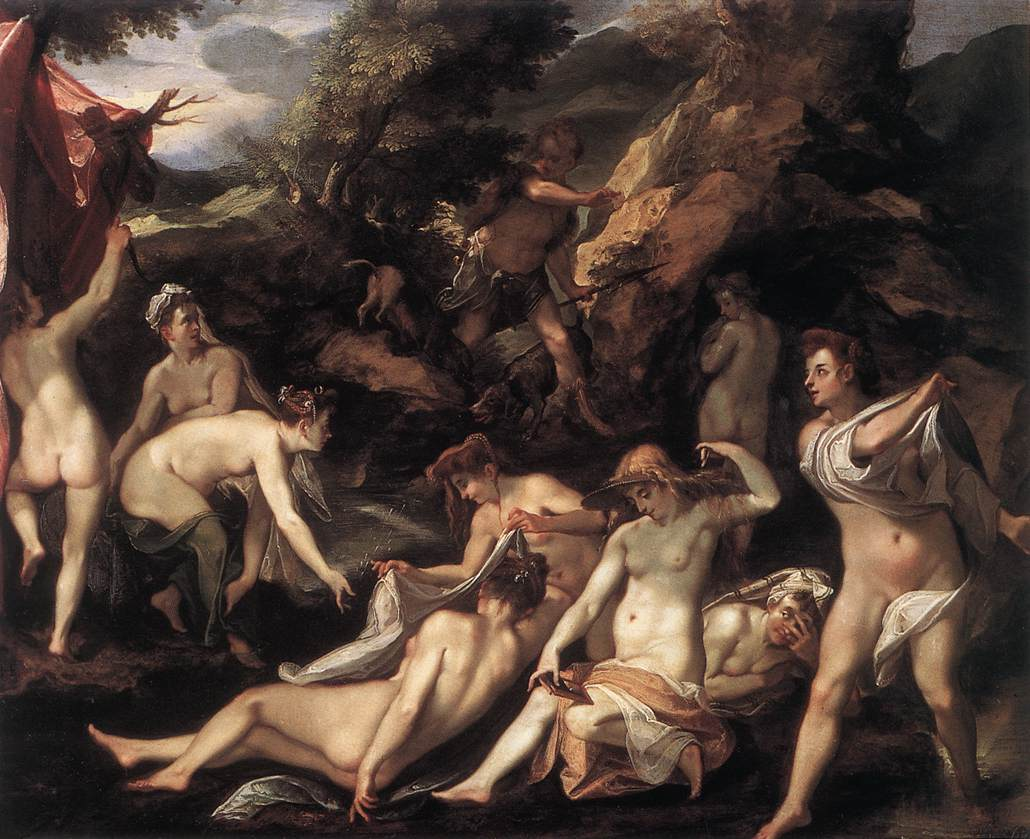
Diana překvapena Aktaiónem (1595-7, Uměleckohistorické muzeum, Vídeň)

 Kolem roku 1598 podle těchto obrazů vznikly i stejnojmenné mědirytiny (Národní galerie, Praha). Heintzovými současníky však byl vysoce ceněn především obraz Léda s labutí existující ve dvou verzích – původní, podle Correggia, a verze ve vlastní úpravě. Druhý obraz vznikl kolem roku 1605 opět jako olej na měděné desce (dnes soukromá sbírka, Německo). Z této doby známe Heintzovy obrazy Amor a Psýché (Museum Augsburg) nebo Amor opouští Psýché (Germánské národní museum, Norimberk), které se oproti Lédě s labutí, vyznačují větší harmonickou vyvážeností. V dalších letech se věnoval také architektonickým zakázkám, navrhoval fasády, ale pracoval i na obrazech, například na velké objednávce pro zámeckou kapli hraběte Schaumburg-Holstein v německém Bückeburgu. Nedokončený obraz nazvaný Poslední soud vykazuje ovlivnění Tintorettem. Po umělcově smrti Rudolf II. nedovolil, aby toto poslední umělcovo dílo opustilo Prahu, proto tento obraz vystavuje Obrazárna Pražského hradu. Přesto lze v bückeburské kapli obraz spatřit, neboť ho dodatečně namaloval Christof Gertner z Wolfenbüttelu.

### Kresby
Již při první cestě do Itálie Heintz obstojně kreslil. Mnohému se však doučil díky spolupráci s Hansem von Aachen. Jeho pozdější snahu po vlastním kreslířském stylu dokládá kresba Josef a žena Putifarova (Albertina, Vídeň), která vznikla ještě během jeho prvního pobytu v Itálii. Roční pobyt na císařském dvoře v Praze vystřídala druhá cesta do Itálie, nyní čtyřletá. Práce kreslíře, kopisty pro císaře Rudolfa II., dokládá Heintzova kresba podle sochy Pana učícího Dafnida hře na flétnu (Albertina, Vídeň). Malíř v té době stále častěji kreslil křídou a rudkou, čímž jeho kresby získávaly "barokní" charakter.Dokládá to studie ke stejnojmennému obrazu Únos Proserpiny, a ještě výrazněji jedna ze tří přípravných kreseb k oslavovanému obrazu Léda s labutí. Právě v kresbě nacházející se v pražských sbírkách Národní galerie se Heintz asi nejvíce přiblížil konečné podobě stejnojmenného obrazu. Kolorit obrazu dokládá autorovo poučení na Correggiových obrazech. V závěru své tvorby se Heintz opětně vrátil k manýrističtějším kompozicím Aachenovým a Sprangerovým, což dokládá jeho skica Ženský a mužský odpočívající akt dříve označovaná jako Venuše a Mars.

### Grafika
Především Heintzovy obrazy z období mezi 1595 a 1605 se staly předlohami pro několik zdařilých grafických listů. Jedním z nich je Sadelerův rytecký přepis obrazu na měděné desce Diana překvapena Aktaiónem zhotovený před rokem 1601 pro augsburského obchodníka a sběratele Mättheua Hopfera. Heintz však využíval i rytce Lucase Kiliana (1579 – 1637), kterému posílal četné kompozice do Augsburgu. Podle Heintzových obrazů Únos Proserpiny nebo Pieta s anděly pak Lucas Kilian vytvořil stejnojmenné mědirytiny, které jsou považovány za vrcholné příklady grafického umění kolem roku 1600.

### Stavby
Joseph Heintz st. se v jižním Německu uplatnil nejen jako malíř, ale především jako architekt, k čemuž nedostal příležitost v početné konkurenci architektů v císařské Praze. Jeho hlavním projektem byla budova augsburské zbrojnice, realizovaná Eliasem Hollem. Dochoval se také návrh na Siegelův dům v Augsburgu a je známo, že pracoval pro další augsburské zákazníky. Rudolf II. projevil určitý zájem o Heintzovy augsburské návrhy, když pověřil Eliase Holla, aby mu do Prahy zaslal jejich kopie. Náhlá Heintzova smrt asi způsobila, že se v Čechách, na rozdíl od oblasti německého Podunají, žádné významnější stavby nerealizovaly. 

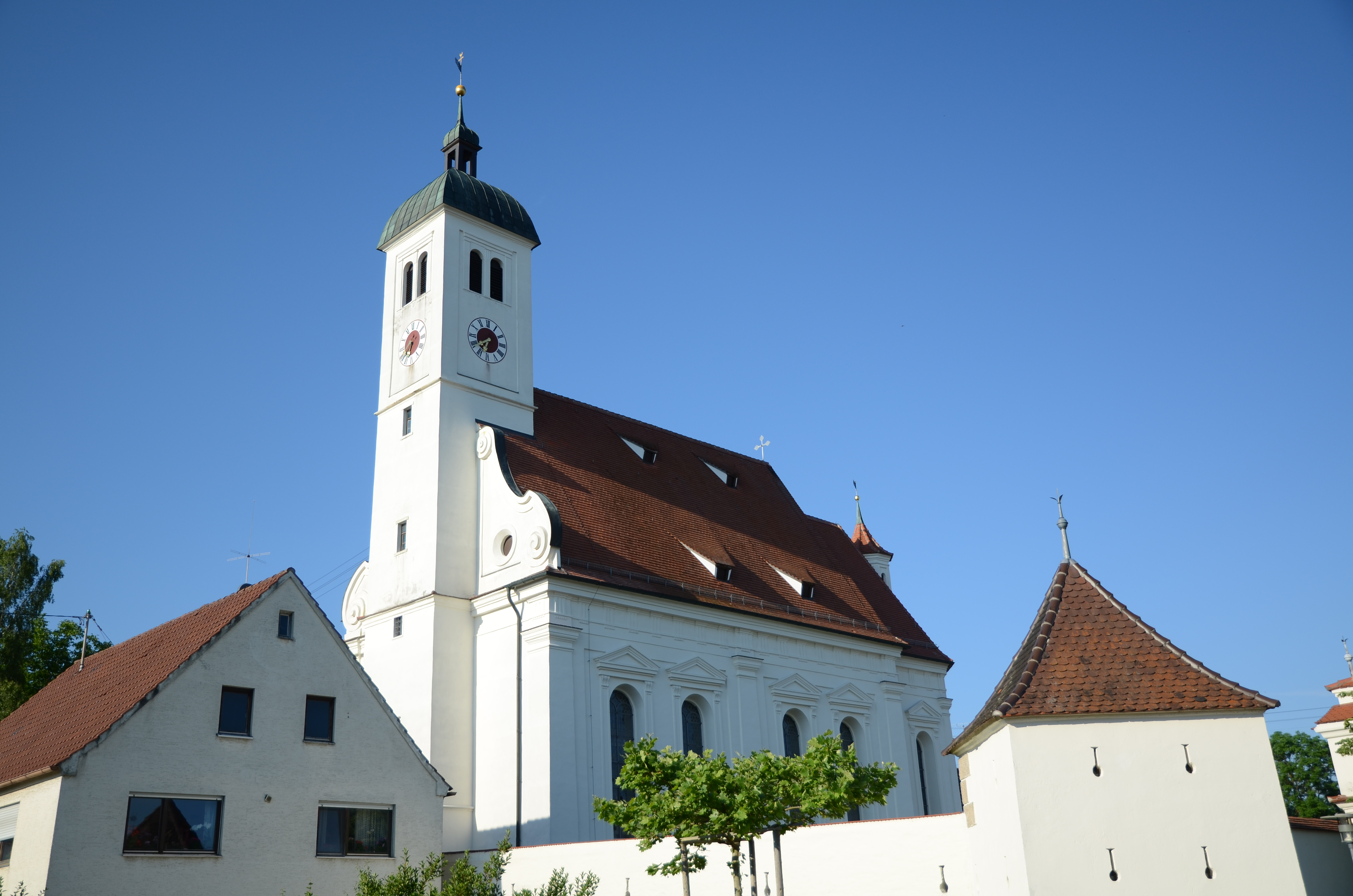
Farní kostel Nejsvětější Trojice v Haunsheimu (okr. Dillingen an der Donau, Bavorsko)

 Příkladem může být evangelicko-luteránský farní kostel Nejsvětější Trojice v Haunsheimu (okr. Dillingen an der Donau, Bavorsko) z let 1606-1609, který je jedinou církevní stavbou zbudovanou v renesančním stylu, která se v Německu zachovala v nezměněné podobě do současnosti. Další Heintzovou stavbou je katolický dvorní kostel Nanebevzetí Panny Marie v Neuburgu an der Donau, s výraznou západní fasádou, postavený v letech 1607-1608.

## Umělecko-historický význam díla Josepha Heinze staršího
Přestože Joseph Heintz st. umírá relativně mlád, zůstalo po něm úctyhodné malířské a kreslířské dílo, které prostřednictvím grafických listů ovlivnilo několik generací umělců. Zvláště jeho přípravné kresby se vyznačovaly dynamikou, kterou dále rozvíjel v obrazech s mytologickými náměty, čímž otevřel cestu "pohybu" do děl nastupujících malířů baroka. V 19. století však Heintzovo umění bylo označováno jako eklektické a téměř upadlo v zapomnění. Teprve ve 20. století byl znovu považován za malíře, který významně ovlivnil rudolfínskou figurální malbu.

## Výstavy děl Josepha Heintze st. v České republice
- 2012 Rudolf II. a mistři grafického umění. Národní galerie, Praha, Konírna paláce Kinských. Doba konání: 19. 12. 2012 – 26. 5. 2013. Kurátorky výstavy: Alena Volrábová a Blanka Kubíková.
- 2014 Rudolfínští mistři: Díla dvorních umělců Rudolfa II. z českých soukromých sbírek Muzeum hlavního města Prahy. Doba konání: 12. 11. 2014 – 29. 3. 2015. Kurátorka výstavy: Eliška Fučíková.
- 2015 Příběh krásné Lédy. Národní galerie, Praha, Konírna paláce Kinských. Doba konání: 2. 10. 2015 – 3. 1. 2016. Kurátorka výstavy: Alena Volrábová.